# 한국백합생산자중앙연합회
한국백합생산자중앙연합회는 회원간 및 관계기관과의 긴밀한 상호협력을 바탕으로 고품질 백합의 안정적 생산, 기술교류, 수급조절 및 시장개척 등을 통하여 생산농업인의 경쟁력을 높이고 시장교섭력을 강화하여 농가소득증대 및 백합 산업의 발전을 도모할 목적으로 2009년 10월 26일 설립된 대한민국 농림수산식품부 소관의 사단법인이다. 사무실은 서울특별시 서초구 강남대로 27(양재동) aT화훼공판장 본관 12-32호에 있다.